# 盐的历史

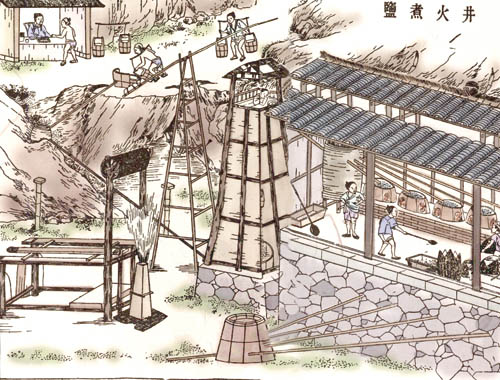
《天工开物》中的井火煮盐（1637年，明崇祯）

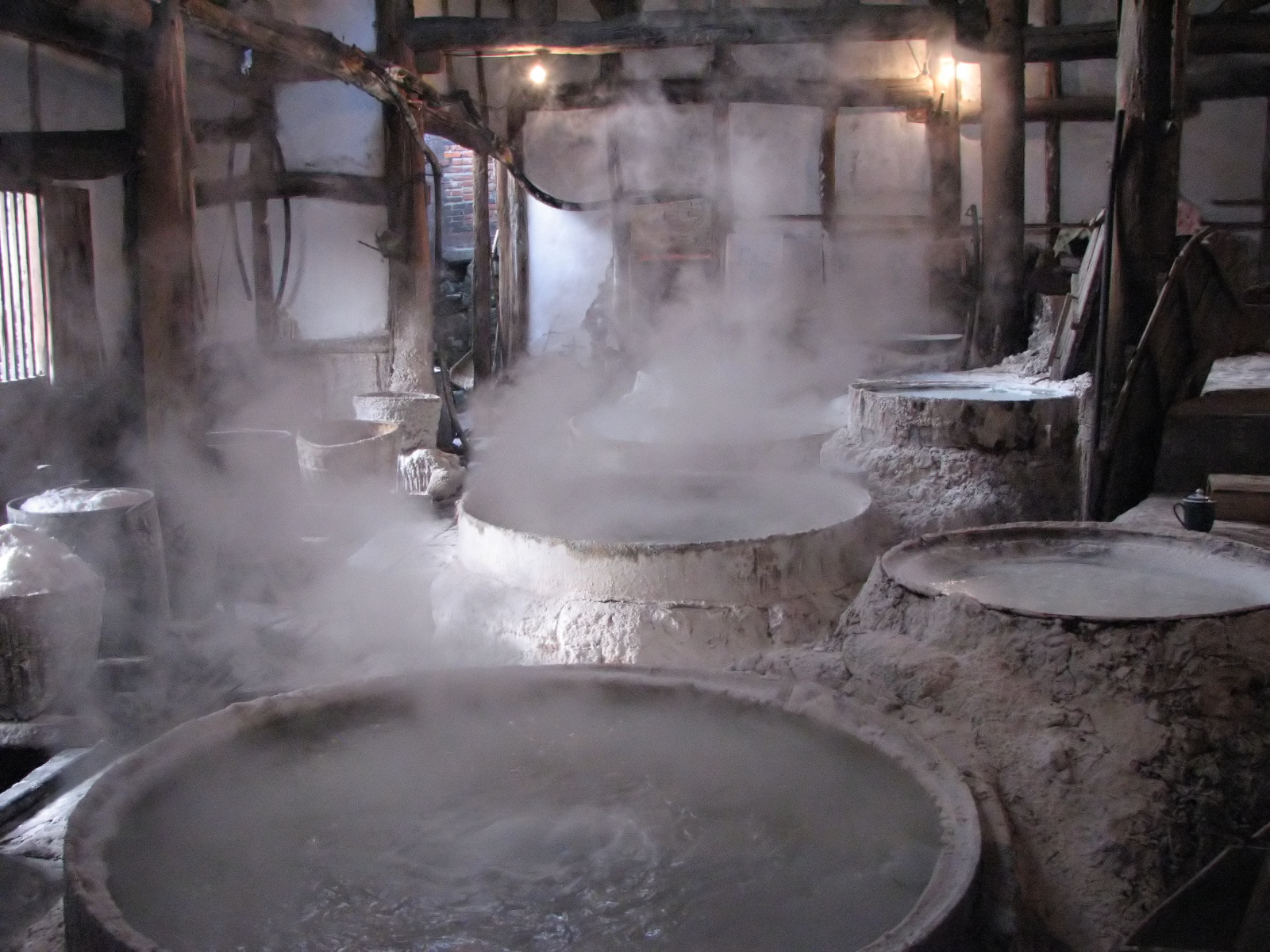
中国的平锅法煮盐是最早的人工制盐法之一

文明建立在用食盐储藏食物的基础上。可以腌制储存食物以后，人类饮食对季节的依赖大大降低，也给长途旅行提供了条件。在漫长的历史中，食盐很难制取，也因此被当做珍贵的贸易物资。在一些时期，盐被当做货币使用。在文化中，盐被当做“价值”的象征。
食盐贸易和城市兴衰、经济繁荣、战争胜负结合在一起。掌握了食盐专营权的人富可敌国。世界各地都为贩盐建立起的“盐路”，如意大利的“萨拉里亚道”盐路从青铜时代起就被利用。
今天，食盐是廉价而普及的调味料，价格相对低廉。

## 食盐在西方

### 史前

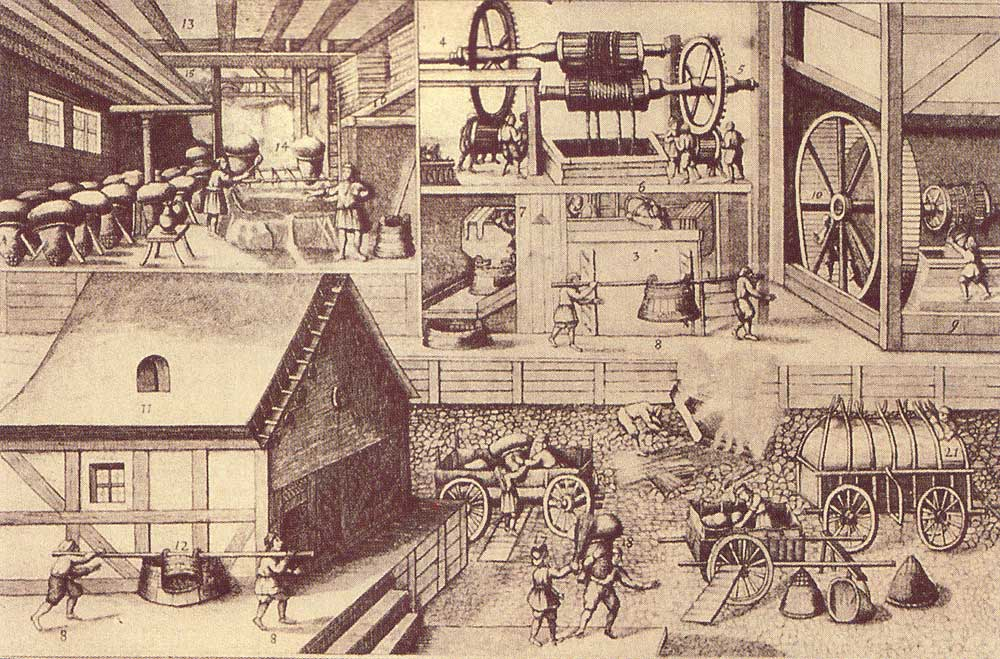
1670年代德国的制盐厂

在发明罐头和人工制冷以前，人们在数千年里用盐当防腐剂。在罗马尼亚一个盐泉水旁边的考古遗迹里，发现一个非常古老的制盐厂。证据表明，早在公元前6050年，新石器时代的人们就已经用一种叫“briquetage”的陶器煮盐泉水制盐了。制盐技术出现以后不久，在这里生活的部落人口快速增长，这也许与他们提取盐的能力有直接关系。
公元前8世纪，由凯尔特人组成的哈尔施塔特文化在中欧留下开采盐矿的痕迹。公元前4世纪，一直开矿采盐的哈尔施塔特人开始使用平锅制盐法。公元后1000年里，凯尔特人通过卖盐和腌肉到古希腊和古罗马而致富。他们用赚来的钱从贸易伙伴手中购买葡萄酒和其他奢侈品。

### 古埃及
公元前3000年左右的古埃及墓穴里可以发现盐。埃及人用盐腌的鸟和鱼供奉逝者，作为陪葬品的一部分。:38约公元前2800年开始，埃及人向腓尼基人出口咸鱼，换取黎巴嫩雪松、玻璃和紫色贝壳染料。腓尼基人从北非洲购买埃及的咸鱼和盐，转卖到其整个地中海贸易帝国。:44

### 古罗马
在一段时期里，古罗马士兵收盐作为军饷。表现出色的士兵被称作“值了那笔盐”。“工资”(salary)一词源于拉丁文“salārium”，字面意思是发给士兵让他们买盐的钱。
罗马共和国和罗马帝国控制盐的价格，需要筹钱打仗的时候就涨盐价，也会刻意降低盐价，以确保最穷的罗马公民也能买得起这一重要食物。
早在罗马共和国初年，随着罗马市人口增多，运盐到首都的公路被建成。其中一例是从罗马通往亚得里亚海的“萨拉里亚道”。虽然有其他更靠近罗马的盐水湖，亚得里亚海比较浅，因此盐分比较高，晒盐场生产力更强。

### 圣经提及
像很多古代文化一样，希伯来人赋予盐重要的象征意义，常用来比喻忠贞、净化、价值和忠诚。
在旧约中，摩西五经中的613条戒律指出，所有煮熟的牺牲都要加盐（Lev.2:13）。并把上帝和亚伦签署的祭司公约比作盐。
公元前550年到450年之间成书的《以斯拉记》把接受别人的盐和为该人服务联系在一起。以斯拉的敌人在对波斯王表忠诚时说：“因为我们吃了宫殿里的盐。”这句话的引申意义是：“因为我们受了国王的恩惠。”
新约的《马太福音》中，耶稣以盐的宝贵来比喻门徒。在今天，这句话常被引用来表示一个人对社会格外有价值。此外，盐的保鲜作用也被提及。耶稣让门徒们在道德败坏的世界保留正直，他说：“你们里面要有盐，与彼此和平相处。”

### 中世纪
除了促进文明发展，在古代两河流域，盐也被用来行使军事用途。毁灭一座城市后，古代亚述人和赫梯人会在城市里撒盐，以表达诅咒这里的土地变贫瘠（含盐量大的土地不利于作物生长）。这一习俗在中世纪战争中被发扬光大。
罗马帝国后期到中世纪，盐是珍贵的商品。商人通过“盐路”把盐运给内陆日耳曼人。在撒哈拉沙漠中，善于沙漠贸易的图阿雷格人始终维护着一条专为运盐车通行的贸易路线。为了把盐运到内陆的萨赫勒地区，一支大篷车商队可以组织4万头骆驼。有时，商队用盐换奴隶，撒哈拉沙漠西南边缘的廷巴克图就曾是一个繁荣的盐和奴隶市场。1960年，仍然穿行在沙漠里的商队一年运输15,000吨盐。不过现在这种贸易已经下降到当年的三分之一。

### 城市与战争
在很多地方，食盐贸易决定了城市和权力的发展方向。盐路经过的城市、城邦和地方贵族纷纷向经过的盐商抽取重税。1158年，萨克森和巴伐利亚公爵狮子亨利与附近的主教争夺盐税权。亨利烧毁了主教控制的桥梁，自行修建一座新桥，强迫盐路改变。这一行动促成一个新的城市——慕尼黑诞生。
1286至1790年，法国实行深受人民憎恨的盐税“Gabelle”。税赋使食盐成为高价商品，导致大规模人口迁徙和逃亡，让侵略者认为有机可乘，引起战争。
食盐和国家的兴亡联系在一起。16世纪，波兰的盐矿支撑起一个庞大的波兰-立陶宛联邦。当德国把海盐带进欧洲，波兰经济受到严重打击（大部分人认为海盐优于石盐）。
17世纪，俄国最重要的两项收入是盐税和酒税。为增加政府收入，1646年俄国政府增收新盐税，结果1648年莫斯科发生抵制新盐税的暴动。暴动群众用斧子把莫斯科总督砍成碎片，并放火烧毁了15,000至24,000栋房子。1700至2000人在暴动中死亡。沙皇被迫取消新盐税。
受到英国柴郡大盐矿的影响，利物浦从一个小港口发展成重要的出口城市。19世纪，这里是全世界大部分食盐的转口港。
在美国历史上，食盐是战争胜败的主要因素之一。美国独立战争期间，英国指挥效忠派拦截革命军的食盐运输，使革命军无法保存食物。1812年战争期间，由于美国政府没钱发饷，用咸卤水支付士兵的酬劳。

## 食盐在东方

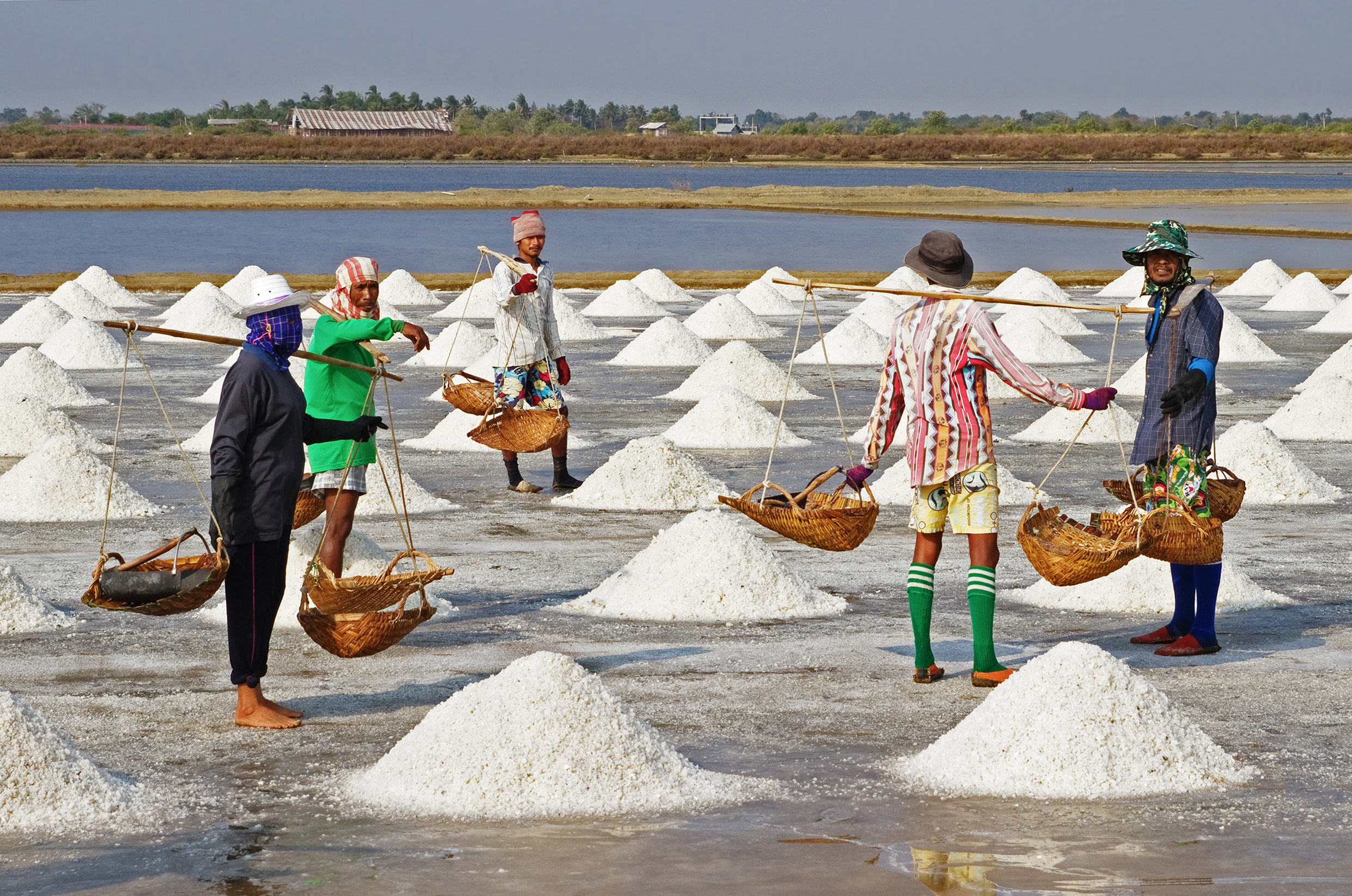
收集海盐（泰国）

### 中国
中国是最早人工生产食盐的国家。「鹽」字本意是「在器皿中煮卤」。
“鹽”字，这是中国的象形字：
1.“臣”指的是百姓。
2.“卤”指卤水。
3.“皿”指的是器皿，老百姓烧卤用器皿就成了这个“盐”字。
《说文》中记述：天生者称卤，煮成者叫盐。
传说黄帝时有个叫夙沙的诸侯，以海水煮卤，煎成盐，顏色有青、黄、白、黑、紫五样。后世尊崇其为“盐宗”。1950年代福建有文物出土，其中有煎盐器具，证明了仰韶时期（公元前5000年～前3000年）古人已学会煎煮海盐。

#### 先秦
中国也是盐井的发明地。《蜀王本纪》：“宣帝地节（公元前69年至公元前66年）中始穿盐井数十所。”
初期盐的制作，直接安炉灶架铁锅燃火煮。这种原始的煮盐费工时、耗燃料、产量少、盐价贵。于是，从盐一诞生起，王室就立有盐法。在周朝时，掌盐政之官叫“盐人”。《周礼·天官·盐人》记述盐人掌管盐政，管理各种用盐的事务。
祭祀要用苦盐、散盐，待客要用形盐，大王的膳馐要用饴盐。这里所说的“形盐”是指白色岩盐，因形体大可以“镂之写物”。“饴盐”是岩盐中最好的一种，其味咸美“如水精”、“似虎珀”，又称“君王盐”。 
春秋战国时，有盐国就富。《汉书》：“吴煮东海之水为盐，以致富，国用饶足。”齐国管仲也设盐官专煮盐，以渔盐之利而兴国。中国第一个盐商是春秋时鲁人猗顿，旧有“陶朱、猗顿之富”之说，陶朱是指范蠡。

#### 秦汉
秦汉时河东郡地在今山西运城、临汾一带。古人从河东盐池中引水至旁边的耕地，每当仲夏时节，遇到刮大南风时，一天一夜耕地中就长满了盐花，当地人把这叫“种盐”，盐的品质非常好。《吕氏春秋·本味篇》：“和之美者，阳朴之姜，招摇之桂，越骆之菌，鳣（zhān）鲔（wěi）之醢（hǎi），大夏之盐，宰揭之露，其色如玉，长泽之卵。”就是说最好的调料是四川阳朴的姜、湖南桂阳招摇山的桂、广西越骆国的竹笋、用鲟鳇鱼肉制成的酱、山西的河东盐、宰揭山颜色如玉的甘露、西方大泽里的鱼子酱。
汉代起，也开始利用盐池取盐。王廙（yì/ㄧˋ）《洛都赋》：“东有盐池，玉洁冰鲜，不劳煮，成之自然。”刘桢《鲁都赋》：“又有盐池漭沆，煎炙阳春，焦暴喷沫，疏盐自殷，挹之不损，取之不勤。”
汉武帝设立盐法，实行官盐专卖，禁止私产私营。《史记·平准书》中记载，当时谁敢私自制盐，就施以把左脚趾割掉的刑罚。晋代时，私煮盐者百姓判四年刑，官吏判两年。

#### 明清
古代盐商一般都具垄断特权，所以盐商十有八九都发了大财。明清两代，江南扬州一带的盐商之奢靡达到顶峰。据《清稗类钞》记：“有欲以万金一时费去者，使门下客以金尽买金箔，载至镇江金山寺塔上，向风扬之，顷刻而散，沿缘草树间，不可复收。又有以三千金尺买苏州不倒翁，倾于水中，水道为之寒者。”有喜欢漂亮貌美的，从看门人一直到女厨工，都选用二八佳丽清秀之辈。有反过来喜欢貌丑的，奴仆为录用，不惜毁其容，用酱敷之，在太阳下曝晒。
古时盐的种类繁多，从颜色上分就有：绛雪、桃花、青、紫、白等等。从出处分为：海盐取海卤煎炼而成，井盐取井卤煎炼而成，硷盐是刮取硷土煎炼而成，池盐出自池卤风干，崖盐生于土崖之间。海盐、井盐、硷盐三者出于人，池盐、崖盐二者出于天。《明史》记有：“解州之盐风水所结，宁夏之盐刮地得之，淮、浙之盐熬波，川、滇之盐汲井，闽、粤之盐积卤，淮南之盐煎，淮北之盐晒，山东之盐有煎有晒，此其大较也。”南朝陶弘景《名医别录》记有：东海盐、北海盐、南海盐、河东盐池、梁益盐井、西羌山盐、胡中树盐，色类不同，以河东者为胜。
烹饪调味，离不了盐。但古人认为，“喜咸人必肤黑血病，多食则肺凝而变色”。《调鼎集》说：“凡盐入菜，须化水澄去浑脚，既无盐块，亦无渣滓。”做菜时候，要注意一切作料先下，最后下盐方好。“若下盐太早，物不能烂。”

### 印度
1930年，印度的英国殖民者提高盐税，引起印度人的不满。圣雄甘地步行390公里，在海边自己取海水制盐。同年英国政府取消盐税。

## 盐专卖制度
历史上很多国家实行的政府垄断盐业。是古代政府控制财源的方法之一。

### 引用
1. 1 2  Barber 1999:136
2. ↑  Weller, Olivier; Dumitroaia, Gheorghe. . Antiquity. December 2005, 79 (306). （原始内容存档于2011-04-30）.
3. ↑  （法文） Arhives-ouvertes.fr （页面存档备份，存于） ArchæDyn – Dijon, 23–25 June 2008 Dynamics settlement pattern, production and trades from Neolithic to Middle Ages
4. 1 2  Kurlansky 2002
5. ↑  Bloch, David. . Mr Block Archive.   [2006-12-19]. （原始内容存档于2007-01-29）.
6. ↑  Bloch, David. . Mr Block Archive.   [2006-12-19]. （原始内容存档于2007-01-29）.
7. ↑  . BBC. 2010-01-21  [2011-03-28]. （原始内容存档于2014-02-22）.
8. ↑  . Answers.com.   [2008-12-14]. （原始内容存档于2013-04-06）.
9. ↑  Moshe Weinfeld, Deuteronomy and the Deuteronomic School, 1992, ISBN 0-931464-40-4, p. 110
10. ↑  Onbekende Wereld by Wim Offeciers (based on Douchan Gersi's travels)
11. 1 2 3 4 5  Kurlansky, Mark. Salt: A World History. Penguin Books, 2003 ISBN 0-14-200161-9